# Anthrax bezzii
Anthrax bezzii är en tvåvingeart som beskrevs av Paramonov 1957. Anthrax bezzii ingår i släktet Anthrax och familjen svävflugor. Inga underarter finns listade i Catalogue of Life.